# Rafael Palmeiro
Rafael Palmeiro Corrales (nascido em 24 de setembro de 1964) é um ex-jogador cubano profissional de beisebol da Major League Baseball atuando como primeira base e defensor externo. Palmeiro jogava pela Mississippi State University antes de ser escolhido pelo  Chicago Cubs no draft de 1985. Jogou pelo Cubs (1986–1988), Texas Rangers (1989–1993, 1999–2003) e o Baltimore Orioles (1994–1998, 2004–2005). Foi convocado para o MLB All-Star Team por quatro vezes e venceu o prêmio Gold Glove três vezes. É membro do  clube dos 500 home runs e tem mais de  3.000 rebatidas, além de ser um de cinco jogadores na história a ser membros de ambas listas
Dias após atingir sua 3000ª rebatida, Palmeiro foi suspenso por uso de esteroide anabolizante.

## Vida pessoal
Palmeiro vive em Colleyville, Texas com sua esposa.  Seu filho, Preston joga pela Universidade Estadual da Carolina do Norte e foi recentemente escolhido no draft pelo Baltimore Orioles .